# 密西根下半島
密西根下半島（英語：Lower Peninsula of Michigan），簡稱下密歇根 （英語：Lower Michigan）或下半島（英語：Lower Peninsula），是構成美國密西根州兩塊陸地之一，全州的政治、經濟、文化中心。北為麥基諾水道，南為東為休倫湖，西為密西根湖，南為俄亥俄州和印地安納州。
因其形狀又被稱為“The Mitten”（连指手套），有時也稱“The L.P.”（相對上半島的別稱“the U.P”而言）或“Below the Bridge”（橋下）。下居民有時候會被上半島的居民戲稱為“flat-landers”或“trolls”。

## 分區
根據自然環境（地貿、土壤、植被）、城鄉比重、少數民族人口、農業狀況等，可分為六區：
- 北密西根（Northern Michigan）
- 中密西根（Mid-Michigan）
- 西密西根（West Michigan）
- 南密西根（Southern Michigan，包括西部和中部的一部份）
- 東南密西根（Southeast Michigan）
- 拇指部（The Thumb，這裡指弗林特/三城地區）